# Drugeac
Drugeac település Franciaországban, Cantal megyében. Lakosainak száma 323 fő (2022. január 1.). Drugeac Ally, Saint-Bonnet-de-Salers, Sainte-Eulalie, Saint-Martin-Valmeroux, Salins és Le Vigean községekkel határos.

## Népesség
A település népességének változása:
| Lakosok száma | 678  | 542  | 471  | 375  | 351  | 344  | 349  | 332  | 323  | 323  |
|               | 1968 | 1982 | 1990 | 2006 | 2013 | 2015 | 2017 | 2019 | 2020 | 2022 |